# Histoire de Château-Gontier sous la Révolution
L'histoire de Château-Gontier sous la Révolution retrace la série des événements survenus à Château-Gontier à partir de 1789. 

## 1789
Le 1er août 1789, 19 membres de la noblesse réunis à Château-Gontier, signent une adresse à l'Assemblée constituante de 1789, la félicitant de son heureuse union, qui la rend l'espoir de la patrie. Sa haute sagesse, disent-ils, ses lumières, son zèle infatigable répareront les pertes de la France et feront son bonheur.. L'adresse est signée : Quatrebarbes, Champagné, d'Andigné, Lancrau de Bréon, Déan de Luigné, etc.. 

## Formation du département de la Mayenne
Le 11 novembre 1789, l'Assemblée constituante ordonne aux députés des anciennes provinces françaises de se concerter, afin de mettre en place un réseau de nouveaux départements d'environ 324 lieues carrées, soit 6 561 km2 actuels.
Des réunions se tiennent aussitôt dans l'hôtel du duc de Choiseul-Praslin, député de la noblesse de la sénéchaussée d'Angers. Une trentaine de députés des trois provinces composants la généralité de Tours (Anjou, Maine et Touraine) présents envisagent de rétrocéder des territoires au Poitou et de subdiviser le domaine restant en quatre départements, autour des capitales traditionnelles, Tours, Angers et le Mans, et autour de la ville de Laval, qui récupérerait des terres du Maine et de l'Anjou (sénéchaussée de Château-Gontier plus le pays de Craon). 
En 1790, une partie du Haut-Anjou (Château-Gontier et Craon) est séparée du reste de l'Anjou pour former le département de la Mayenne avec une partie du Maine. Depuis, cette partie du Haut-Anjou est appelée la Mayenne angevine.

## 1790
Le 10 mai 1790, la garde nationale adhère au pacte fédératif des gardes nationales de France. Elle jure de maintenir la nouvelle Constitution et le roi, restaurateur de la liberté de son peuple.. Le 3 juillet 1790, la commune envoie son adhésion à tous les décrets de l'Assemblée nationale et souscrit un million pour l'acquisition des biens nationaux du district.
Quand il faut fixer le siège épiscopal de la Mayenne, le 6 juillet 1790, Louis de Boislandry, rapporteur du Comité ecclésiastique et de constitution, propose Laval ; aussitôt Michel-René Maupetit se lève et intercède pour Mayenne ; Louis-François Allard réclame pour Château-Gontier ; l'Assemblée passe outre et crée l'évêché de Laval.

## Municipalité révolutionnaire
Dès 1791, la municipalité inspirée par le maire, Yves-Marie Destriché, et par le procureur fiscal, Habert, est réprimée par l'administration centrale par ses actes jugés d'une insubordination indécente aux pouvoirs constitués.
Destitué de nouveau, le 8 novembre 1791, le maire défend toutes les assemblées religieuses, emprisonne les prêtres.  

## 1792
le 14 février 1792, l'Assemblée Législative décide d'entendre François-Pierre-Marie-Anne Paigis sur le champ au sujet de quatre détenus de Château-Gontier.
Les délégués de la Convention Claude Fauchet et Maurin, au mois de septembre 1792, trouvèrent à Château-Gontier le patriotisme le plus brûlant.. 
Château-Gontier possède la première la machine à couper les têtes, qu'elle reçoit de Laval, le 2 avril 1793. Le dépouillement des églises est effectué et rapporte des biens le 13 décembre 1793. 
Le district et la municipalité adhérèrent au mouvement fédéraliste, mais assez modérément pour ne pas se compromettre.

## 1793

### La menace des Vendéens
À la suite de l'exécution de Louis XVI, deux protestations seulement se font entendre : celle des Chouans et celle des Vendéens. 
Le district envoie à Sedan un détachement de volontaires, dont plusieurs sont réformés à Laval, 22 mai 1793. Les autorités demandent deux canons par crainte des Vendéens (3 juin), et envoient tous les fonds à Laval (21 juin). 

### Virée de Galerne

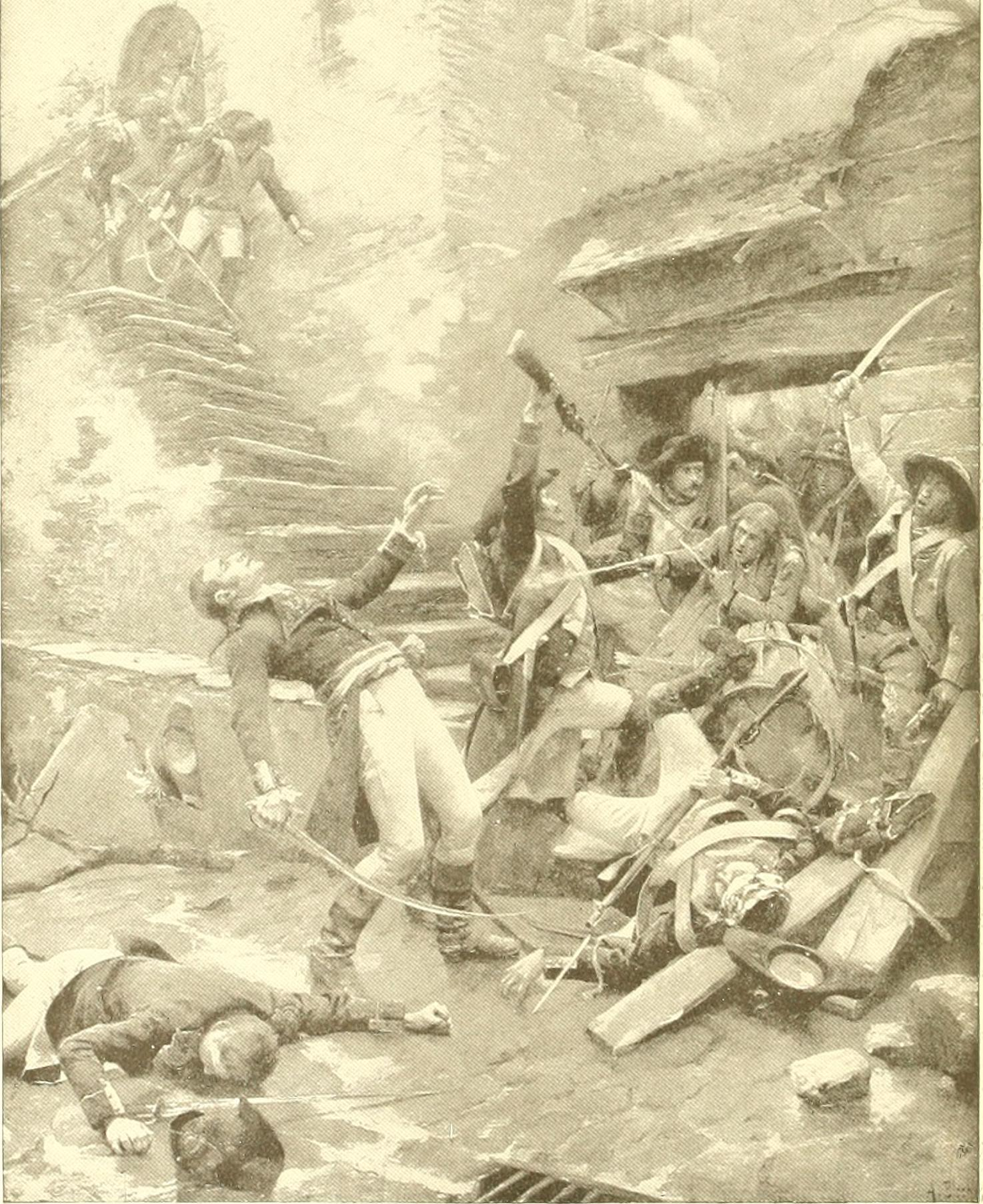
Combat de rue à Château-Gontier en 1793, gravure de Charles Morris, 1899.

Lors de la Virée de Galerne, les Vendéens marchent sur Château-Gontier, repoussant aisément les garnisons locales et les gardes nationaux hâtivement rassemblés par les autorités. La ville est prise le 21 octobre. Ils n'y restent que quelques heures, le temps 
de se reformer, de massacrer le juge de paix et quelques autres jacobins notoires de la ville, et partent vers Laval.
Le matin du 21 octobre 1793, les Vendéens sont à Candé ; les autorités organisent la défense, demandent à Craon de l'artillerie. François Joachim Esnue-Lavallée répond à une heure de l'après-midi qu'il n'en peut fournir ; qu'en cas de danger, il faut se replier sur Craon.
À trois heures, on apprend que Segré a été occupé à midi, et à six heures, l'avant-garde vendéenne est signalée. Il n'y eut qu'un simulacre de combat. Les royalistes restèrent douze heures à Château-Gontier. Les malades qu'ils laissèrent furent massacrés et Jean-Baptiste Carrier put dire dans son plaidoyer que les noyades avaient eu lieu dans la Mayenne avant qu'il les ait mises en pratique à Nantes.
Le soir du 27 octobre et dans la nuit qui suivit, se termine dans les rues de la ville la poursuite des républicains par les Vendéens, vainqueurs à la bataille de la Croix-Bataille. 

### Retour des républicains
Les administrateurs n'étaient pas encore rentrés le 4 novembre. 
Dès leur retour, ils votent des pensions pour les veuves les orphelins. Ils dressent le 23 décembre une liste nouvelle des suspects qui doivent être enfermés au Couvent des Ursulines de Château-Gontier.

## 1794
Ils demandent le 4 février au département l'autorisation de démolir toutes les églises et de construire une tour pour la tenue des sociétés populaires et l'installation d'une horloge qui peut servir à toute la ville.
À la même époque, Joseph-Juste Coquereau tient la ville en échec. Le chartrier de la baronnie de Château-Gontier avait été caché en l'an II. Dans le district une grande partie des registres de l'état-civil avait été lacérée, biffée, incendiée par les Vendéens, les Chouans et les républicains. 
La Terreur s'installe. La correspondance de l'accusateur public des commissions révolutionnaires de Laval avec le Comité de Château-Gontier illustre cette période.
Le 9 thermidor an II, la Commission militaire révolutionnaire du département de la Mayenne s'installe à Château-Gontier et, en quelques jours, envoie 18 personnes à la guillotine, sans compter les trois cents brigands que le comité local reconnaissait avoir expédiés en deux mois aux commissions de Laval et d'Angers. La Commission Huchedé et de l'accusateur Publicola Garot opère du 9 au 24 thermidor. 
La chute de Robespierre n'en est pas moins saluée avec enthousiasme par ceux qui avaient été ses trop fidèles disciples. 
L'influence du 9 thermidor se fait sentir : le 24, l'accusateur public Garrot cessait de signer Publicola, et le tribunal acquitte tous les accusés au nombre de dix, en déclarant que l'affaire, qui remontait aux soulèvements, suite de la levée des 300,000 hommes, avait vieilli avant d'avoir été dénoncée, indice a de haine et d'animosité,etc. 
La Chouannerie, qui s'organisa après la Virée de Galerne, teint la ville et le district dans des alarmes continuelles : les actions des Chouans se multiplient. François Vachot veut faire contre eux dans le district une levée en masse (13 août 1794). C'est le moyen assuré d'y créer une nouvelle Vendée lui répondent les administrateurs qui réclament des renforts et la création de colonnes serrées toujours en marche et non de cantonnements inactifs (31 août), et surtout la répression du brigandage des troupes républicaines (25 septembre).

## 1795
Le pays prend la tournure d'une nouvelle Vendée écrit à Jean-François Boursault-Malherbe le procureur syndic (13 janvier 1795). Pour ramener la paix,  il faut avant tout le libre exercice des cultes religieux et le rapport de la Constitution dans toutes ses conséquences (30 janvier). Il ajoute écrivant à Mathieu Baudran (4 avril) qu'il faut une pacification.
Il annonce au général Lebley, le 31 mars, que les Chouans faisaient de grands mouvements et recrutent des adhérents nouveaux. Enfin, il fait passer, le 5 juin 1795, à l'adjudant général Dhalancourt une lettre des représentants ordonnant de mettre en arrestation tous les chefs de Chouans, exceptés ceux qui formaient l'état-major de Scépeaux.. 
Le 15 juin 1795, Jambe-d'Argent tente avec Coquereau contre la ville une attaque qui manque par la faute de ce dernier ; mais la situation n'en était pas moins poignante d'horreur pour les républicains.
La pacification demandée s'effectue. La proclamation d'amnistie est envoyée dans les campagnes (15 novembre 1795), mais on se plaint que les troupes républicaines n'observent pas la suspension d'armes (7 mars 1796).

## 1796
On célèbre par un festin la signature du traité de Nantes par Coquereau et Mocquereau (10 mars).
Boursault ayant proposé à la Convention d'exclure les Chouans de la pacification de la Vendée, le procureur syndic déclare que ce sera la ruine de neuf départements (15 mars). 
Le 30 mars 1795, l'agent national indique que les Chouans refusent la pacification, qu'ils veulent le roi et leurs prêtres, font des levées ; qu'un soulèvement général est à craindre, que l'esprit public est prononcé pour l'anéantissement du gouvernement révolutionnaire., et que le peuple ne veut plus de magistrats qui ne sont pas de son choix.
Le 4 avril, les républicains tirent sur les Chouans pour répondre à leur qui-vive ; ce fut une nouvelle affaire où la troupe perdit 30 hommes et 39 chevaux. Le général Lebley est averti du projet formé en ville de massacrer les chefs Chouans qui doivent y venir (30 avril), et les représentants du peuple, continue le procureur syndic, manquent de bonne foi et d'ensemble (3 mai). 

## 1797
120 citoyens saluent le Coup d'État du 18 fructidor an V, mais en l'an VII, les Mécontents sont partout dans le pays et rançonnent les acquéreurs de biens nationaux.

## 1798
La municipalité, qui faisait détester la république par son zèle excessif et inquiet, devient un embarras pour l'administration centrale et est dénoncée par elle au ministre de l'intérieur le 24 mai 1798. 

## 1799
Un soulèvement arrive en 1799 : le corps de garde est désarmé par une troupe de Chouans déguisés, le 9 mars. Une série d'alertes est remontée par le commissaire décade en décade au ministre de l'intérieur.
La ville est en alarme. Les généraux Achille Claude Marie Tocip Grigny et Digonnet arrivent à Château-Gontier, le 29 août et 16 septembre 1799. Tridoulat commande l'arrondissement et se plaint de Dhalancourt qui d'ailleurs est parti, pour Angers (24 septembre). 
À Laval on croit que Château-Gontier est attaqué (6 octobre). On ne peut payer les frais de la guerre car les impôts ne rentrent pas, et il serait bon de faire passer à Laval les fonds si l'on avait une forte escorte (24 octobre). La discorde règne entre l'administration qui se vante de faire destituer les généraux et l'autorité militaire. 
Le 2 décembre, le commandant Molliens est en relation au sujet de l'armistice avec « Pierre, chef de Chouans, 1ère légion, armée du Maine. » Il se plaint de ce que les habitants aiment mieux aller en prison que de fournir des chevaux et des vivres (21 décembre).

## 1800
Bardet, chef des Chouans de Laigné, vient à Château-Gontier acheter de la flanelle, conduit par le commandant. L'armistice expirait le 15 janvier 1800. Même après la soumission des chefs, beaucoup de Chouans sont encore en armes et des coups de fusil sont tirés sur la ville (31 janvier). 
Le 15 février, 60 Chouans se soumettent, mais les armes ne rentrent pas vite. Molliens conseille la douceur dans le désarmement, et le soin de se concilier les prêtres (28 février). Pour lui il va aller (le 22 mars) vendanger à Ménil où les raisins sont mûrs ; envoyer sept soldats pillards et employer le reste à grapiller avec assurance dans l'arrondissement..